# Stalagmit

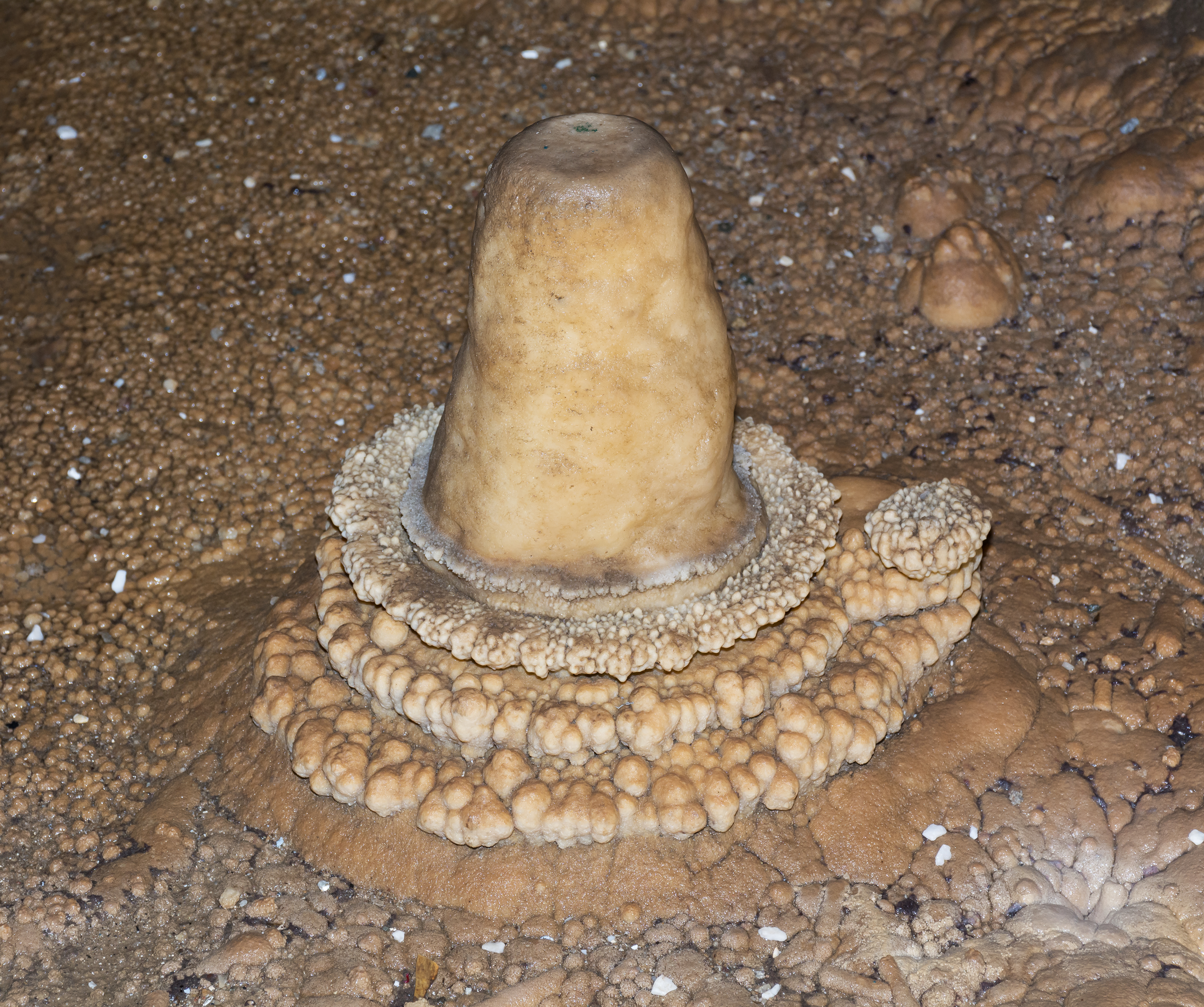
Stalagmit w Jaskini Niedźwiedziej w Kletnie

Stalagmit (fr. stalagmite z gr. σταλαγμίτης) – naciek jaskiniowy, grawitacyjny osiągający duże rozmiary. Może występować w postaci słupa, stożka, guza itp. Narasta od dna jaskini krasowej ku górze wskutek wytrącania się węglanu wapnia z kapiącej ze stropu wody – w przypadku jaskini lodowej – jej zamarzania. Stalagmitowi odpowiada zazwyczaj stalaktyt w stropie jaskini, w wyniku ich połączenia powstaje kolumna zwana stalagnatem.
Za najwyższe znane stalagmity podaje się obecnie wytwory z jaskini Sơn Đoòng w Wietnamie, których wysokość przekracza 70 m. Wysokość około 70 m mierzy stalagmit z jaskini Zhijin w prowincji Guizhou w Chinach. Inny, zbliżonej wysokości stalagmit, wysokości 67,2 m, znajduje się w Cueva San Martin Infierno na Kubie. W Europie najwyższy stalagmit podawany jest aktualnie z jaskini Grotta di Ispinigoli na Sardynii, a jego wysokość wynosi 38 m. Najwyższym stalagmitem w Europie Środkowej jest wysoki na 32,7 m Kvapeľ rožňavských jaskiniarov, znajdujący się w Jaskini Krasnogórskiej w Krasie Słowackim w południowej Słowacji. Średnica tego ostatniego sięga 15 m, a jego masę obliczono na 2000 ton. Był on podawany w Księdze rekordów Guinnessa jako najwyższy stalagmit świata.